# アデライン、100年目の恋
『アデライン、100年目の恋』（アデライン ひゃくねんめのこい、The Age of Adaline）は、2015年のアメリカ合衆国の恋愛ファンタジー映画。監督はリー・トランド・クリーガー、出演はブレイク・ライヴリー、ミキール・ハースマン、ハリソン・フォードなど。事故の影響で老化が止まり、100年以上も生き続けた女性の数奇な運命を描いている。

## ストーリー
若く美しい女性アデラインは、交通事故と落雷による偶然が重なり、不老の体となってしまう。その事実を知られないようにするために、アデラインはたびたび、居住地を変え、名前を変える必要があった。当然のごとく、アデラインの恋は長続きすることがない。
サン・フランシスコに住みジェニーと名乗っているアデラインは、ニューイヤー・パーティでエリス・ジョーンズという青年と出会って、つき合い始める。ジェニーはエリスの両親の結婚記念日を祝うため、彼の実家を訪れるが、そこでエリスの父親ウィリアム・ジョーンズに会うと、彼は初対面のはずのジェニーを見た途端に驚きの表情を浮かべ、「アデライン」と呼びかける。偶然にも、ウィリアムは若い頃にアデラインに出会い、愛し合っていたのだった。ジェニーは、自分はアデラインの娘で、よく容姿がそっくりだと言われる、と言い繕う。だがウィリアムは、ジェニーの手に残る傷跡に気づき、それがかつてアデラインが怪我した時に自分が縫合したものだと確信する。
もうジョーンズ家には居られないと思い詰めたジェニーは、車に乗って去ろうとするが、途中で再び交通事故に合い、瀕死の状態に陥るのだった。

## キャスト
※括弧内は日本語吹替
- アデライン・ボウマン/ジェニー・ラーソン: ブレイク・ライヴリー（恒松あゆみ） - 29歳で老化が止まった女性。
- エリス・ジョーンズ: ミキール・ハースマン（小林親弘） - ジェニー（アデライン）に一目ぼれし、互いに恋に落ちた青年。
- ウィリアム・ジョーンズ: ハリソン・フォード（井上和彦） - エリスの父親。天文学者。過去にアデラインと愛し合ったことがある。
  - 若年期: アンソニー・イングルバー（英語版） - イギリス留学中の医大生。
- フレミング・プレスコット: エレン・バースティン（宮沢きよこ） - アデライン（ジェニー）のひとり娘。
- キャシー・ジョーンズ: キャシー・ベイカー（小夏ゆみこ） - エリスの母親。
- キキ・ジョーンズ: アマンダ・クルー（藤田曜子） - エリスの妹。
- レーガン: リンダ・ボイド - 盲目のピアニスト。アデラインの友人。
- ナレーター: ヒュー・ロス
- トニー: リチャード・ハーモン（英語版） - 偽造屋。
- タクシー運転手: フルヴィオ・セセラ
- コーラ: アンジャリ・ジェイ（英語版） - ジェニーの同僚。
- ケネス: ヒロ・カナガワ - ジェニーの同僚。

## 製作
2010年5月12日、レイクショア・エンターテインメントとシドニー・キンメル・エンターテインメントが共同で『Adaline』と題した映画の製作を担当すると報じられた。同年7月20日、アンディ・テナントが本作の監督を務めることに決まった。10月31日、サミット・エンターテインメントが2012年の公開を予定して、本作の北米配給権を獲得した。
2011年2月22日、テナントが監督から降板したため、ガブリエレ・ムッチーノにオファーが持ちかけられていると報じられた。また、タイトルが『The Age of Adaline』に変更された。2012年5月14日、スペインの映画監督であるイザベル・コイシェが本作のメガホンをとると報じられたが、彼女も降板した。2013年10月16日、リー・トランド・クリーガーが本作の監督を務めることが決まった。

### キャスティング
2010年5月12日、キャサリン・ヘイグルが本作の主演を務めるとの報道があった。同年11月12日、アンジェラ・ランズベリーが年老いたアデラインを演じると報じられた。15日、ヘイグルが育児で多忙であることを理由に降板した。2011年8月15日、ナタリー・ポートマンに出演オファーが出ていると報じられたが、25日にはポートマンが出演を断ったと報道された。
2013年10月16日、ブレイク・ライヴリーとエレン・バースティンの出演が決まった。2014年1月15日には、ハリソン・フォードの出演が決まった。2014年2月11日、ミキール・ハースマンがアデラインに恋心を抱く男性を演じると報じられた。

### 撮影
主要撮影は2014年3月10日より、カナダのバンクーバーで開始され、同年5月5日に終了した。

## 公開
2014年8月15日、ライオンズゲートは本作を2015年1月23日に全世界で公開すると発表した。後になって、公開日は2015年4月24日に変更された。

## 興行収入
2015年4月24日、本作は北米2991館で公開され、1340万ドルを稼ぎ出し、週末興行収入ランキング初登場3位となった。

## 評価
本作に対する批評家の評価は割れている。映画批評集積サイトのRotten Tomatoesには118件のレビューがあり、批評家支持率は54%、平均点は10点満点で5.5点となっている。サイト側による批評家の意見の要約は「『アデライン、100年目の恋』は他の似たような主題の映画以上に「死」という運命を深く考察しているわけではない。とはいえ、ブレイク・ライヴリーとハリソン・フォードの演技は印象に残るものだ。」となっている。また、Metacriticには31件のレビューがあり、加重平均値は51/100となっている。なお、本作のCinemaScoreはA-である。